# Торе Рајмонди-Петрула (Козенца)
Торе Рајмонди-Петрула је насеље у Италији у округу Козенца, региону Калабрија.
Према процени из 2011. у насељу је живело 21 становника. Насеље се налази на надморској висини од 351 м.